# USS LST-836
O USS LST-836 foi um navio de guerra norte-americano da classe LST que operou durante a Segunda Guerra Mundial.